# Olof Ask (läkare)
Carl Axel Olof Ask, född 19 mars 1909 i Lund, död 26 februari 1988 i Södra Mellby församling, Kristianstads län, var en svensk läkare; son till Fritz Ask.
Efter studentexamen 1926 blev Ask i Lund medicine kandidat 1930 och medicine licentiat 1936 samt medicine doktor i Uppsala 1942 (på avhandlingen Studien über die embryologische Entwicklung des menschlichen Rückgrats und seines Inhaltes unter normalen Verhältnissen und bei gewissen Formen von Spina bifida). Han innehade olika läkarförordnanden 1933–1940, var amanuens och t.f. underläkare på medicinska kliniken vid Lunds lasarett 1940–1943, underläkare och 1:e underläkare på medicinska avdelningen vid Växjö lasarett 1943–1946, praktiserande läkare i Lund 1947–1953, verksläkare och internmedicinsk konsult vid Sankt Lars sjukhus i Lund 1950–1956 samt överläkare för internmedicin och personalsjukvård vid Sankt Lars sjukhus från 1956. Han var bataljonsläkare i Fältläkarkårens reserv från 1937. Han författade skrifter i morfologi och internmedicin. Olof Ask är begravd på Norra kyrkogården i Lund.